# Spilomicrus stigmaticalis
Spilomicrus stigmaticalis is een vliesvleugelig insect uit de familie van de Diapriidae. De wetenschappelijke naam van de soort is voor het eerst geldig gepubliceerd in 1832 door Westwood.